# Olivier Feller
Pour les articles homonymes, voir Feller.
Olivier Feller, né le 30 août 1974 à Genolier (originaire de Thoune et de Genolier), est une personnalité politique du canton de Vaud, membre du Parti libéral-radical.
Il est député du canton de Vaud au Conseil national depuis 2011.

## Biographie
Olivier Feller naît le 30 août 1974 à Genolier, dans le district de Nyon. Il est originaire du même lieu et d'une commune bernoise, Thoune. Ses parents sont suisse alémaniques.
Après un certificat d'études de piano obtenu en 1994 au Conservatoire populaire de Genève, il décroche en 1998 un master en droit des universités de Lausanne et de Berne[réf. nécessaire]. Depuis septembre 2007, il est le directeur de la Chambre vaudoise immobilière, ce qui englobe la fonction de secrétaire général de la Fédération romande immobilière.
La presse rapporte jusqu'en 2017 qu'il est en couple avec la conseillère d'État vaudoise socialiste Nuria Gorrite,,.

## Parcours politique
Après avoir été élu au Conseil communal de sa commune natale de Genolier (qu'il préside pendant sept ans, de 1997 à 2003), il siège au Grand Conseil du canton de Vaud dès 1998 (dont il devient le benjamin).
Il est élu au Conseil national en octobre 2011. Il y est réélu en octobre 2015, en octobre 2019 et en octobre 2023.
Il siège à la Commission des finances (CdF) de décembre 2011 à décembre 2015 puis de décembre 2019 à février 2022 ; il la préside de septembre 2020 à décembre 2021. Il siège également à la Commission de l'économie et des redevances (CER) de décembre 2015 à décembre 2019 et depuis janvier[réf. nécessaire] 2022 et à la Commission des transports et des télécommunications (CTT) depuis juin[réf. nécessaire] 2022.
Il préside le groupe des parlementaires libéraux-radicaux latins (issus de la Suisse romande et du Tessin) de 2016 à 2017,, puis devient vice-président du groupe libéral-radical aux Chambres fédérales en décembre 2019. En 2022, il est candidat à la présidence du groupe parlementaire, mais est battu par Damien Cottier avec une voix d'écart (18 contre 19) le 18 février. En raison des règles internes du parti sur la répartition des postes en fonction des régions linguistiques, il doit remettre son mandat de vice-président pour le 1er mars.